# Железничка станица Дољевац
Железничка станица Дољевац је једна од станица на прузи Ниш-Прешево. Налази се у насељу Дољевац у општини Дољевац. Пруга се наставља ка Брестовцу у једном смеру, у другом према Белотинцу и трећем према Житорађи. Железничка станица Дољевац састоји се из 6 колосека.